# Ludger Hölker
Ludger Hölker (* 26. April 1934 in Billerbeck; † 15. September 1964 in Schwabmünchen) war ein deutscher Pilot, der als Oberleutnant der Luftwaffe beim Jagdbombergeschwader 32 eingesetzt wurde. Am 15. September 1964 starb er in der Nähe von Straßberg bei Augsburg durch einen Absturz infolge eines technischen Defekts. Für sein vorhergehendes Manöver, bei welchem er sein eigenes Leben riskierte, um ein Herabstürzen des Flugzeugs in bewohntes Gebiet in Bobingen und Straßberg zu verhindern, erlangte er posthum Bekanntheit und diverse Auszeichnungen.

## Leben
Ludger Hölker wurde als Sohn eines westfälischen Bauern in Billerbeck bei Münster geboren. Mit 15 Jahren musste er nach zwei Jahren Realschule und einem Jahr Gymnasium die Schule verlassen und den Hof seines erkrankten Vaters verwalten. Nach einer Lehre zum Beruf des Schmiedes besuchte er die Berufs- und Fachschule Coesfeld, die er mit der Mittleren Reife abschloss.
Am 16. April 1958 trat er in die neugegründete Luftwaffe der Bundeswehr ein und wurde am 1. Oktober 1959 zum Leutnant befördert. 1960 und 1961 erfolgte die Ausbildung zum Strahlflugzeugführer auf der Lackland AFB in Texas; anschließend flog er F-84 F Thunderstreak und Lockheed T-33A beim JaboG 32 in Lechfeld, nebenbei besuchte er Abendkurse, um das Abitur nachzuholen.
Im Juli 1964, nur wenige Wochen vor seinem Tod, heiratete er die Studien-Assessorin Charlotte Hagg, die an der Staatlichen Mittelschule in Schwabmünchen unterrichtete.

## Tod

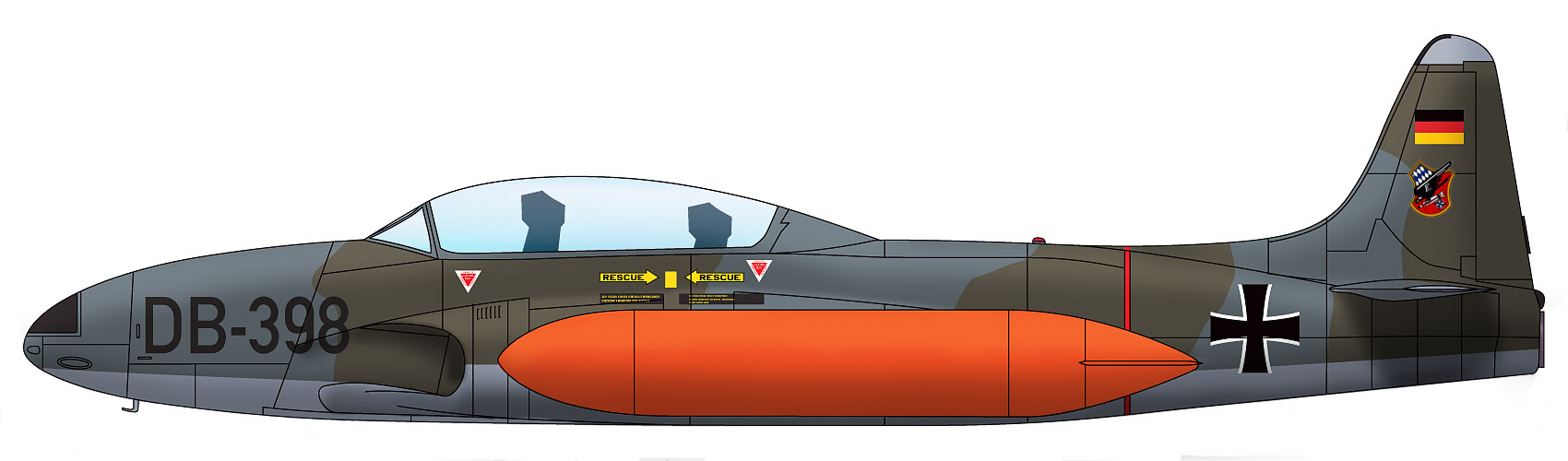
T-33 des JaboG 32

Ludger Hölker startete am Vormittag des 15. September 1964 als verantwortlicher Luftfahrzeugführer im vorderen Sitz des doppelsitzigen Schulflugzeugs Lockheed T-33A T-Bird zu einem Trainingsflug vom Fliegerhorst Lechfeld. Im hinteren Sitz saß der 42-jährige Major Walter Sütterlin – als Stabspilot nahm er nur sporadisch am Flugbetrieb teil und sollte bei diesem Flug das Fliegen nach Instrumenten üben.
Nach etwa einer Stunde Flugzeit führte Sütterlin einen Radaranflug auf den Heimatflugplatz Lechfeld durch. Zu Beginn dieses Verfahrens stellte die Besatzung einen Leistungsverlust des Triebwerkes fest.
Hölker übernahm die Führung und beschloss, den Schleudersitz nicht zu betätigen, um das Luftfahrzeug im stetigen Sinkflug erst über Bobingen und Straßberg hinweg kontrolliert zu steuern und einen Absturz in besiedeltes Gebiet zu verhindern.
Sütterlin gab bei der Unfalluntersuchung zu Protokoll, dass Hölker den Ausstieg, den Sütterlin schon ausführen wollte („Wir müssen jetzt aussteigen!“) bewusst verzögerte:

„Noch nicht! Erst müssen wir über die Häuser weg!“

Erst am nordöstlichen Ortsrand Straßbergs betätigten die Piloten ihre Schleudersitze in niedriger Höhe. Walter Sütterlin überlebte den Absprung verletzt nach harter Landung durch Baumkronen im Wald. Ludger Hölker prallte nach der Öffnung des Fallschirms noch mit hoher Horizontalgeschwindigkeit gegen einen Baum und starb drei Stunden nach dem Unglück im Krankenhaus von Schwabmünchen.
Die Flugunfalluntersuchung ergab:

„Oberleutnant Hölker verblieb nach dem Schubverlust bewusst lange im Flugzeug, um den Absturz des Flugzeugs auf besiedeltes Gebiet zu vermeiden. Er bewahrte die Gemeinde Straßberg damit vor einer Katastrophe!“

## Posthume Ehrungen

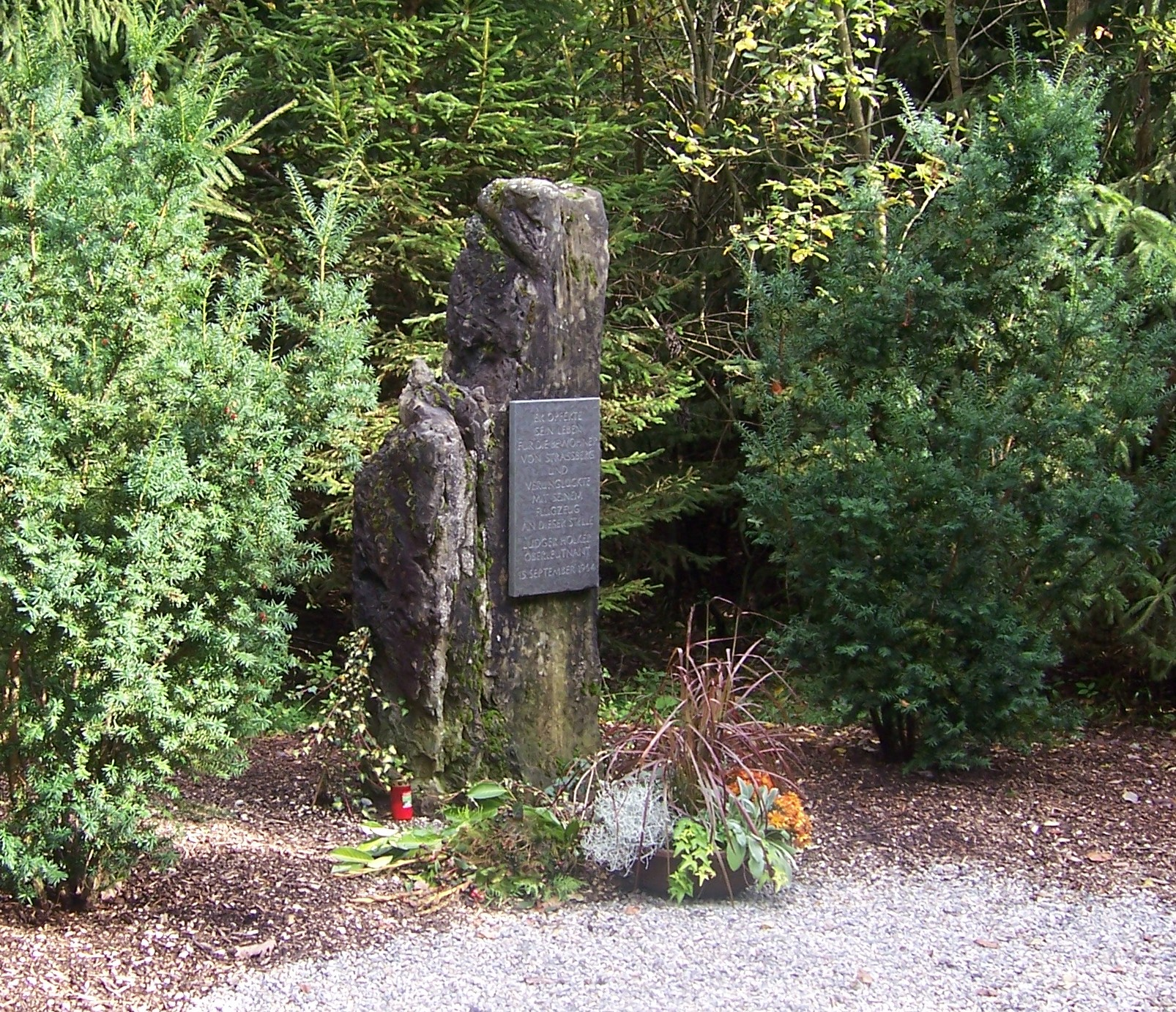
Gedenkstein an der Absturzstelle

Im Herbst 1964 beschloss der Gemeinderat des Ortes Straßberg einstimmig, eine Straße nach ihm zu benennen.
Knapp ein Jahr nach dem Unglücksflug verlieh der bayerische Ministerpräsident Alfons Goppel die Rettungsmedaille am Band an Ludger Hölker – sie wurde der Witwe des Offiziers übergeben.
Im Herbst 1977 zog die Offizierschule der Luftwaffe von Neubiberg nach Fürstenfeldbruck um. Im neu errichteten Lehrsaalgebäude (auch als „Blaues Palais“ bezeichnet) benannte der Inspekteur der Luftwaffe, Generalleutnant Gerhard Limberg, das Auditorium maximum für 850 Personen auf „Ludger-Hölker-Saal“.
20 Jahre nach dem Flug ehrte auch das Jagdbombergeschwader 32 die Rettungstat seines Flugzeugführers. Oberst Fritz Morgenstern, zu diesem Zeitpunkt Kommodore des Geschwaders, nahm die Einweihung der „Ludger-Hölker-Straße“ in der Schwabstadl-Kaserne vor.
Im Jahr 2004 wurde in Billerbeck eine Straße im neuen Baugebiet zwischen der Massonneaustraße und Zu den Alstätten in „Ludger-Hölker-Straße“ benannt. Seit demselben Jahr erinnert an der Absturzstelle ein Gedenkstein an Ludger Hölker an dem regelmäßig Gedenkfeiern abgehalten werden.
Die Grundschule im Bobinger Ortsteil Straßberg wurde 2010 in Ludger-Hölker-Grundschule Straßberg umbenannt.
Ludger Hölker wird von der Luftwaffe als eines von vier Vorbildern geführt – zusammen mit Richard W. Higgins, Michael Giermeier und Jürgen Schumann.